# Iville
Cet article possède un paronyme, voir Biville.
 (avril 2016).
Si vous disposez d'ouvrages ou d'articles de référence ou si vous connaissez des sites web de qualité traitant du thème abordé ici, merci de compléter l'article en donnant les références utiles à sa vérifiabilité et en les liant à la section « Notes et références ».
Iville est une commune française située dans le département de l'Eure en région Normandie.

## Géographie

### Localisation
|         | Le Troncq, Hectomare, Crestot |                    |
| Épégard | Iville                        | Cesseville Marbeuf |
| Vitot   | Crosville-la-Vieille          |                    |

### Hydrographie
La commune est située dans le bassin Seine-Normandie. Elle n'est drainée par aucun cours d'eau,.

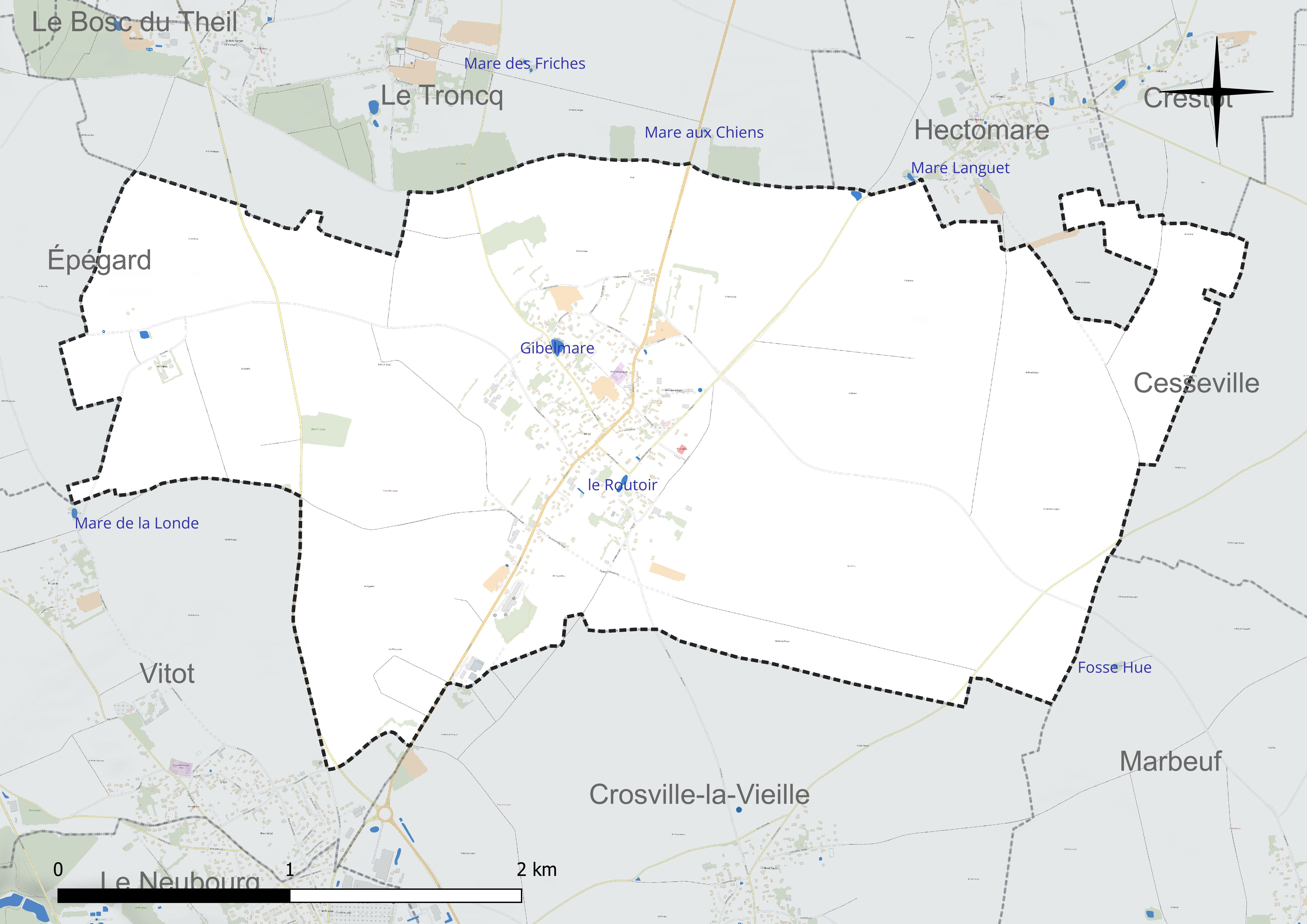
Réseau hydrographique d'Iville.

Deux plans d'eau complètent le réseau hydrographique : Gibelmare (0,3 ha) et le Routoir (0,1 ha),.

### Climat
Pour des articles plus généraux, voir Climat de la Normandie et Climat de l'Eure.
En 2010, le climat de la commune est de type climat océanique dégradé des plaines du Centre et du Nord, selon une étude du CNRS s'appuyant sur une série de données couvrant la période 1971-2000. En 2020, Météo-France publie une typologie des climats de la France métropolitaine dans laquelle la commune est exposée à un climat océanique et est dans la région climatique  Côtes de la Manche orientale, caractérisée par un faible ensoleillement (1 550 h/an) ; forte humidité de l’air (plus de 20 h/jour avec humidité relative > 80 % en hiver), vents forts fréquents. Parallèlement le GIEC normand, un groupe régional d’experts sur le climat, différencie quant à lui, dans une étude de 2020, trois grands types de climats pour la région Normandie, nuancés à une échelle plus fine par les facteurs géographiques locaux. La commune est, selon ce zonage, exposée à un « climat des plateaux abrités », correspondant aux plaines agricoles de l’Eure, avec une pluviométrie beaucoup plus faible que dans la plaine de Caen en raison du double effet d’abri provoqué par les collines du Bocage normand et par celles qui s’étendent sur un axe du Pays d'Auge au Perche.
Pour la période 1971-2000, la température annuelle moyenne est de 10,3 °C, avec  une amplitude thermique annuelle de 13,5 °C. Le cumul annuel moyen de précipitations est de 761 mm, avec 12,1 jours de précipitations en janvier et 8,5 jours en juillet. Pour la période 1991-2020, la température moyenne annuelle observée sur la station météorologique la plus proche, située sur la commune de Brionne à 15 km à vol d'oiseau, est de 11,5 °C et le cumul annuel moyen de précipitations est de 791,7 mm,. Pour l'avenir, les paramètres climatiques de la commune estimés pour 2050 selon différents scénarios d’émission de gaz à effet de serre sont consultables sur un site dédié publié par Météo-France en novembre 2022.

## Urbanisme

### Typologie
Au 1er janvier 2024, Iville est catégorisée commune rurale à habitat dispersé, selon la nouvelle grille communale de densité à 7 niveaux définie par l'Insee en 2022.
Elle est située hors unité urbaine. Par ailleurs la commune fait partie de l'aire d'attraction du Neubourg, dont elle est une commune de la couronne,. Cette aire, qui regroupe 13 communes, est catégorisée dans les aires de moins de 50 000 habitants,.

### Occupation des sols
L'occupation des sols de la commune, telle qu'elle ressort de la base de données européenne d’occupation biophysique des sols Corine Land Cover (CLC), est marquée par l'importance des territoires agricoles (93,3 % en 2018), une proportion sensiblement équivalente à celle de 1990 (93,9 %). La répartition détaillée en 2018 est la suivante : 
terres arables (88,8 %), zones urbanisées (6,7 %), zones agricoles hétérogènes (4,4 %). L'évolution de l’occupation des sols de la commune et de ses infrastructures peut être observée sur les différentes représentations cartographiques du territoire : la carte de Cassini (XVIIIe siècle), la carte d'état-major (1820-1866) et les cartes ou photos aériennes de l'IGN pour la période actuelle (1950 à aujourd'hui).

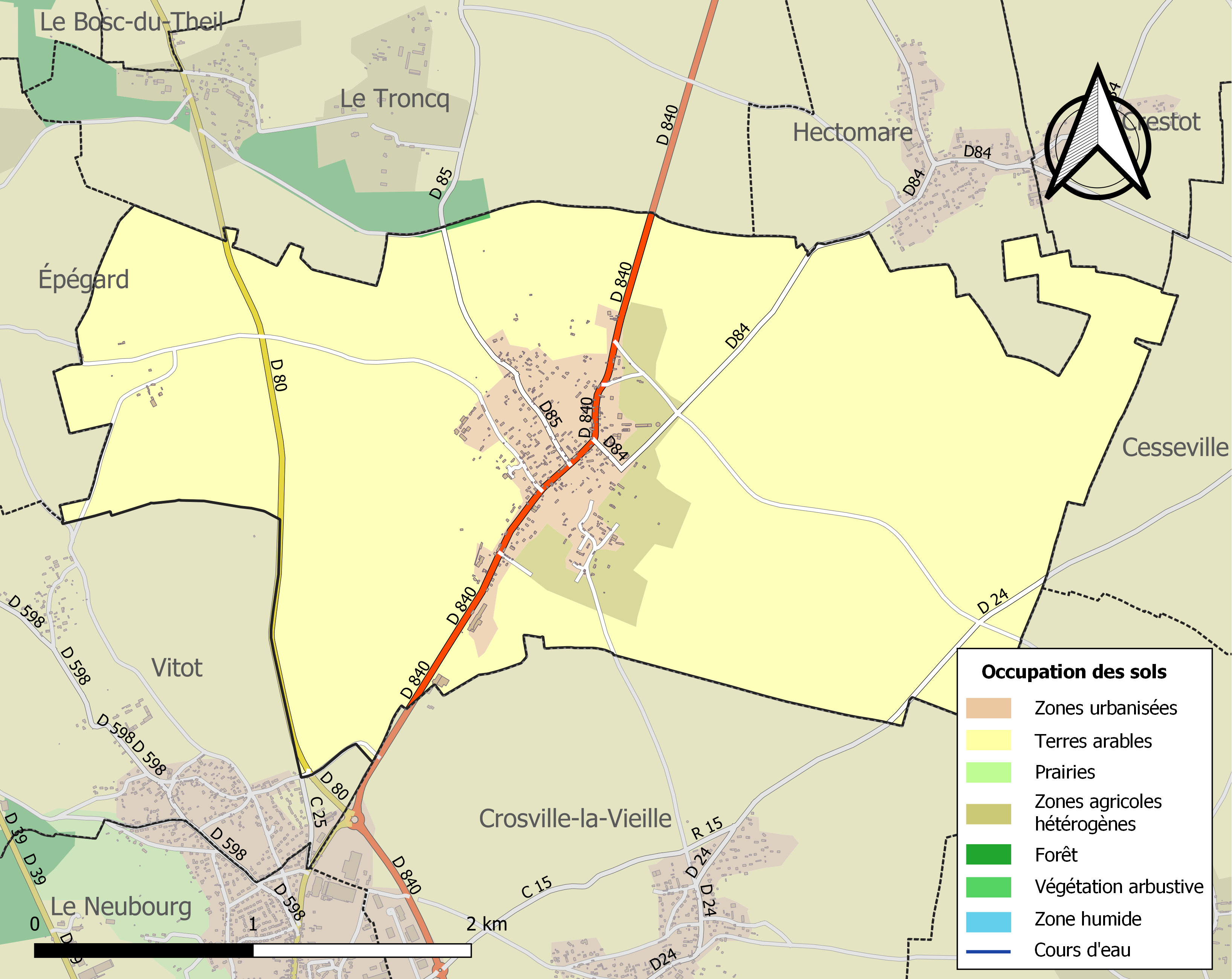
Carte des infrastructures et de l'occupation des sols de la commune en 2018 (CLC).

## Toponymie
Le nom de la localité est attesté sous les formes Willevilla  (cartulaire du chapitre d’Évreux), Guilevilla (charte de Henri du Neubourg), Yvilla en 1181 (bulle de Luce III), Ivivilla en 1199 (bulle d’Innocent III), Yville en 1307 (olim), Yville en 1562, Iville-la-Campagne en 1839.
La disparition de la consonne labio-vélaire w se manifeste en 1181 dans la forme Yville.

## Histoire
L'église Notre-Dame, XVIe (IMH) : chœur début XIIe, clocher XVIe : contretable XVIIe, appartenait à l'abbaye de la Croix-Saint-Leufroy. Cimetière avec if.
Le cirque sous chapiteau serait né à Iville[réf. nécessaire]. Témoin le chapiteau construit sur la place par les Bouthors au début du XIXe siècle, une rue du village porte le nom du Cirque-Bouthor.
L’activité économique de la commune d’Iville à la fin du XIXe siècle reposait principalement sur l’agriculture et l’industrie, comme en témoignent les bâtiments de la briqueterie encore présents sur la commune. Celle-ci disposait également de quatre moulins à vent au XIXe siècle, mais ils ont disparu au fil du temps en raison de la concurrence des minoteries mécanisées.

## Héraldique
|  | Les armes de la ville se blasonnent ainsi : d’azur au dextrochère armé alésé d’argent mouvant de dextre, tenant une bannière envergée de gueules chargé d’une jumelle en bande d’or sur une hampe aussi d’argent. |

## Politique et administration
| Période                                  | Période  | Identité           | Étiquette | Qualité                                                                             |
| ---------------------------------------- | -------- | ------------------ | --------- | ----------------------------------------------------------------------------------- |
| mars 1983                                | En cours | Jean-Paul Legendre | UMP-LR    | Avocat Conseiller général puis départemental Président de la Communauté de Communes |
| Les données manquantes sont à compléter. |          |                    |           |                                                                                     |

## Démographie
L'évolution du nombre d'habitants est connue à travers les recensements de la population effectués dans la commune depuis 1793. Pour les communes de moins de 10 000 habitants, une enquête de recensement portant sur toute la population est réalisée tous les cinq ans, les populations de référence des années intermédiaires étant quant à elles estimées par interpolation ou extrapolation. Pour la commune, le premier recensement exhaustif entrant dans le cadre du nouveau dispositif a été réalisé en 2008.

En 2022, la commune comptait 420 habitants, en évolution de −14,81 % par rapport à 2016 (Eure : −0,25 %, France hors Mayotte : +2,11 %).
| 1793 | 1800 | 1806 | 1821 | 1831 | 1836 | 1841 | 1846 | 1851 |
| ---- | ---- | ---- | ---- | ---- | ---- | ---- | ---- | ---- |
| 577  | 558  | 594  | 604  | 630  | 658  | 611  | 595  | 604  |

| 1856 | 1861 | 1866 | 1872 | 1876 | 1881 | 1886 | 1891 | 1896 |
| ---- | ---- | ---- | ---- | ---- | ---- | ---- | ---- | ---- |
| 572  | 567  | 555  | 462  | 466  | 472  | 402  | 375  | 363  |

| 1901 | 1906 | 1911 | 1921 | 1926 | 1931 | 1936 | 1946 | 1954 |
| ---- | ---- | ---- | ---- | ---- | ---- | ---- | ---- | ---- |
| 351  | 344  | 347  | 286  | 297  | 313  | 286  | 322  | 336  |

| 1962 | 1968 | 1975 | 1982 | 1990 | 1999 | 2006 | 2008 | 2013 |
| ---- | ---- | ---- | ---- | ---- | ---- | ---- | ---- | ---- |
| 327  | 314  | 335  | 328  | 410  | 401  | 452  | 465  | 502  |

| 2018 | 2022 | - | - | - | - | - | - | - |
| ---- | ---- | - | - | - | - | - | - | - |
| 436  | 420  | - | - | - | - | - | - | - |

## Lieux et monuments
- L'église Notre-Dame,  Inscrit MH (1954)[25]
Avec son chœur voûté du XIIIe siècle, son retable à colonnes torses style Louis XIV et sa tour Saint-Michel visible dans la campagne telle un phare, l’église Notre-Dame est inscrite à l’inventaire des monuments historiques. Les nombreuses statues thaumaturges qu’elle abrite suscitent une grande curiosité notamment liée à la réputation des saints guérisseurs.
- L’if du cimetière est quant à lui âgé de plus de 250 ans.

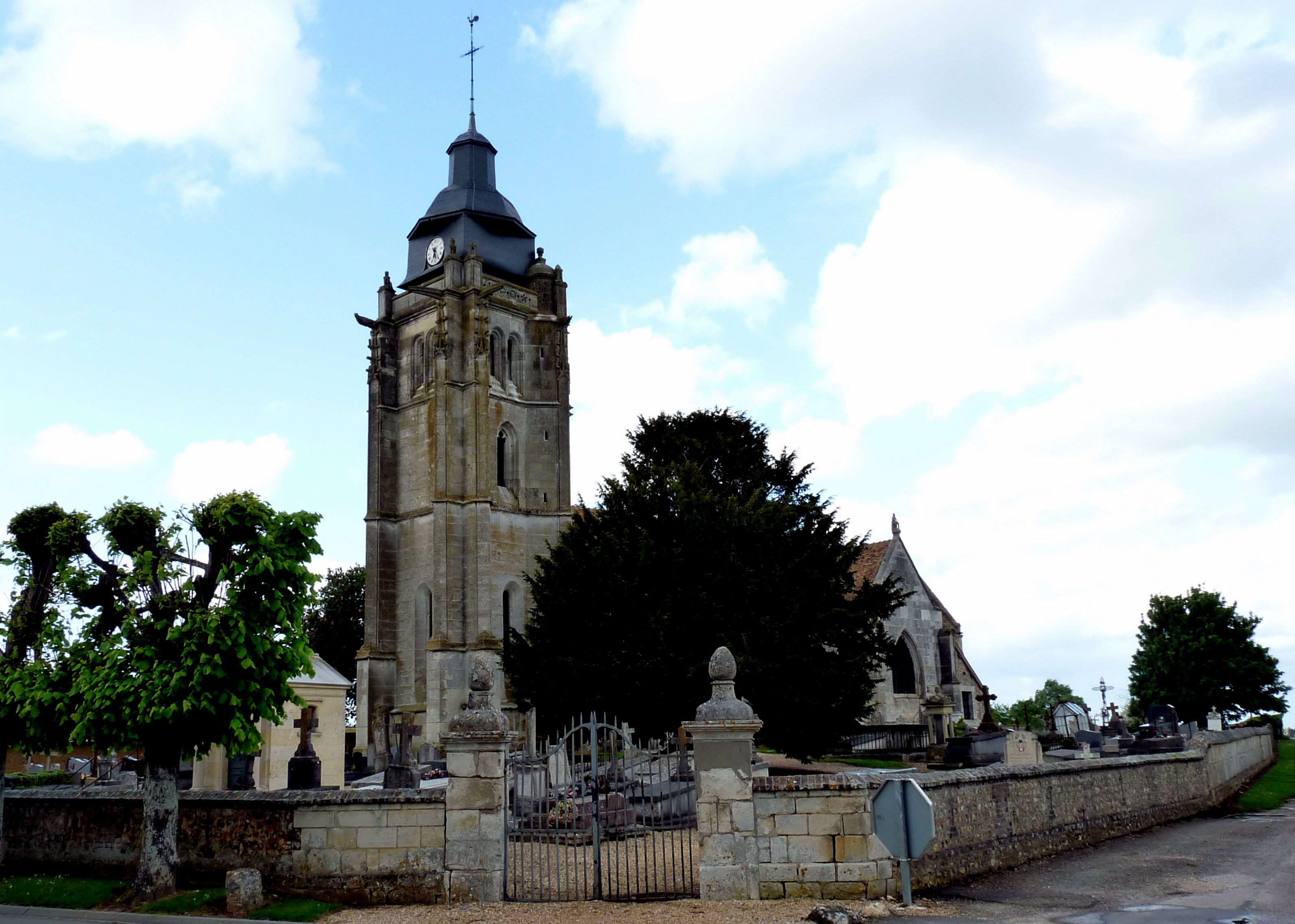
L'église Notre-Dame et l'if.
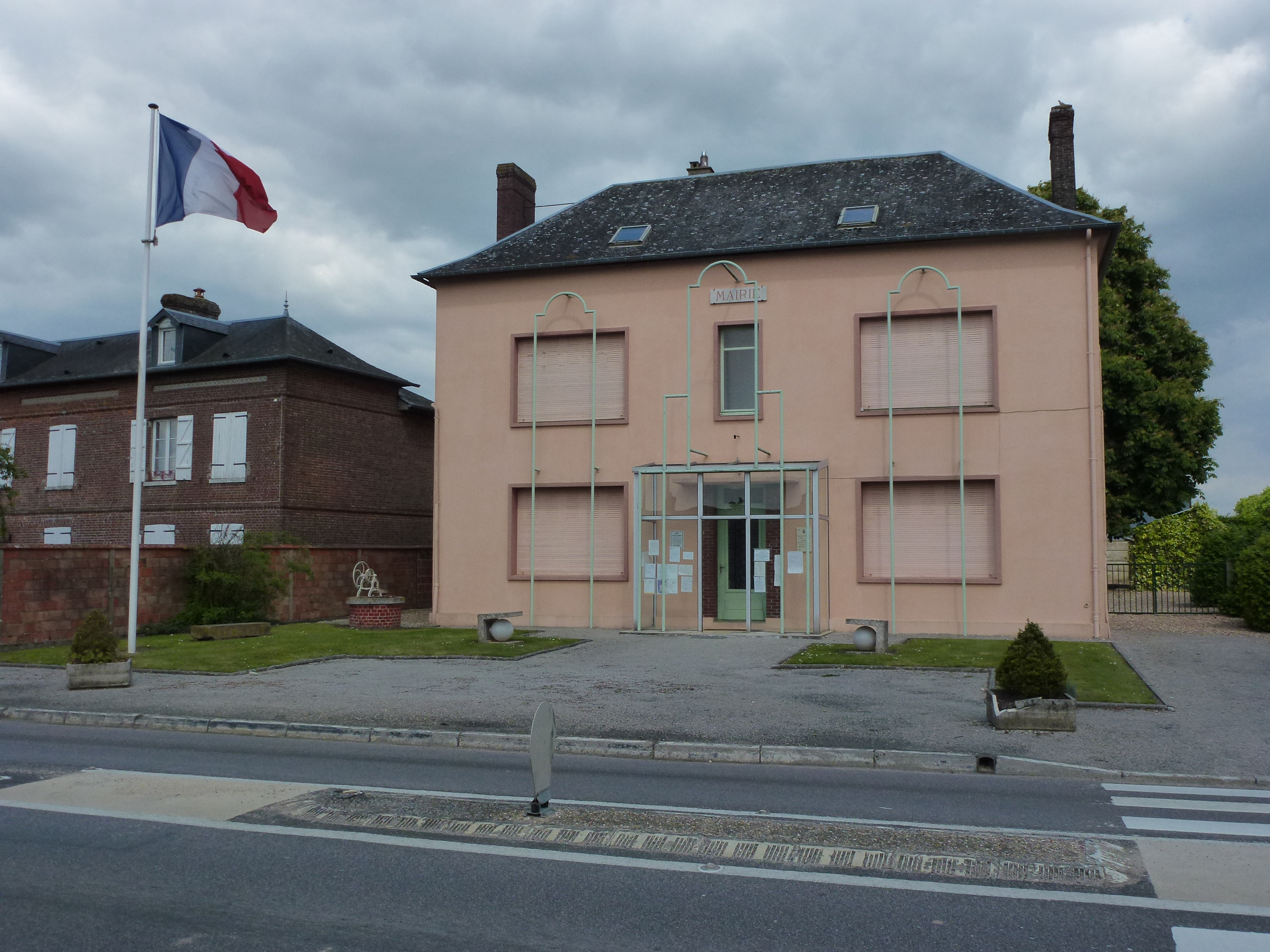
Mairie.
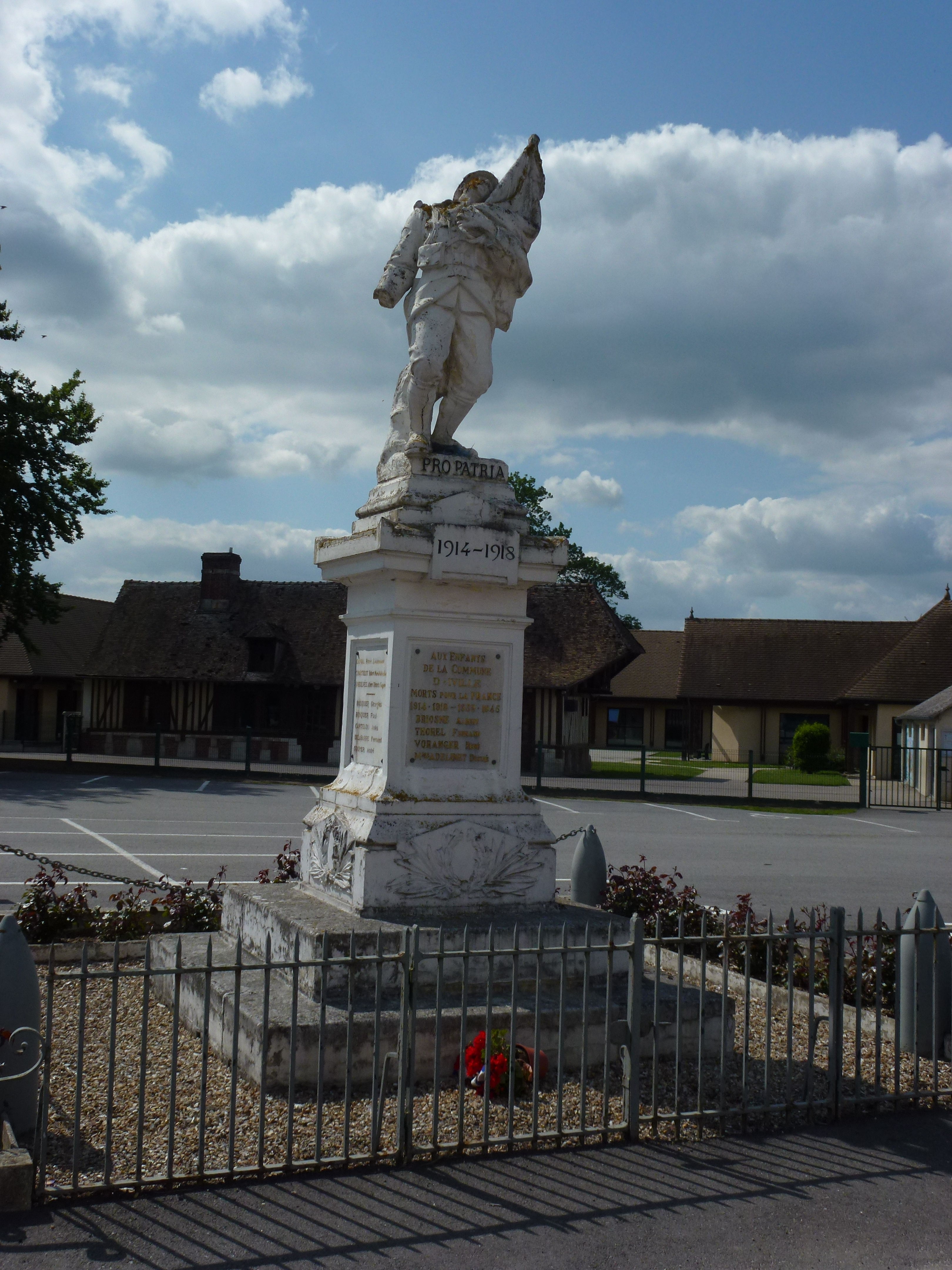
Monument aux morts.
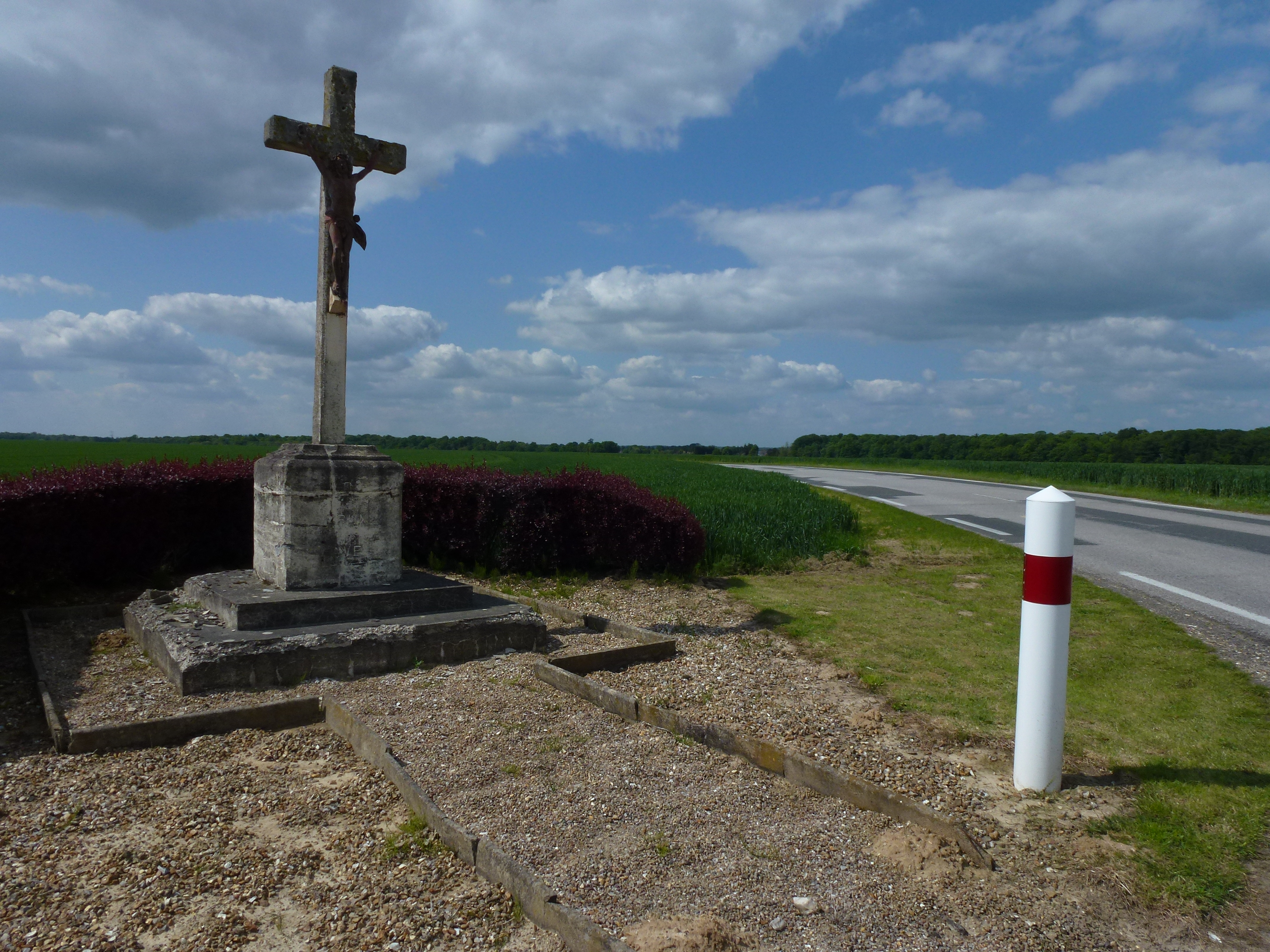
Croix de chemin.

## Personnalités liées à la commune
- La famille Bouthors, gens du cirque, inventeurs du chapiteau de cirque[26], possède sa sépulture dans le cimetière communal.
- Gaston Leroux (1868-1927), auteur du Mystère de la chambre jaune y avait sa famille, où se trouve la célèbre chambre jaune.
- Jules Vallois, fondateur de la corderie de Notre-Dame-de-Bondeville, y a vécu.
- Damien Touzé (1996-), coureur cycliste français, y est né.